# S Hurvínkem za lékařem
S Hurvínkem za lékařem je český loutkový televizní seriál z roku 2005. Jednalo se o volné pokračování seriálů Hurvínkův rok z roku 2003. Seriál vznikl ve spolupráci s Ministerstvem zdravotnictví a Všeobecnou zdravotní pojišťovnou a BENY TV.

## Synopse
Oblíbená loutková postavička provází holky a kluky při návštěvě lékařů a nemocnic.

## Přehled dílů:
- 01. Nachlazení
- 02. Zlomenina
- 03. Poranění oka
- 04. Zubní kaz
- 05. Slepé střevo
- 06. Úraz hlavy
- 07. Omrzliny a opařeniny
- 08. Angína a ORL
- 09. Blešky a vešky
- 10. Krvácení
- 11. Střevní potíže
- 12. Noční pomočování
- 13. Vady řeči
- 14. Očkování
- 15. Ortopedické vady
- 16. Oční vady
- 17. Tlouštík
- 18. Alergie
- 19. Pokousání psem
- 20. Žloutenka
- 21. Tonutí
- 22. Nebezpečná hřiště
- 23. Úžeh a úpal
- 24. Uštknutí a bodnutí
- 25. Otrava
- 26. Odřeniny a popáleniny